# Sergio Zoppi
Pour les articles homonymes, voir Zoppi.
Sergio Zoppi (Sesto Fiorentino, 28 mars 1935) est un essayiste et homme politique italien.

## Biographie
Diplômé en sciences politiques à l'université de Florence et en relation avec Giovanni Spadolini il étudie la démocratie chrétienne. Plus tard il devient rédacteur en chef du Nuovo osservatore (une revue de centre-droit dirigée par Giulio Pastore), il publie en 1968 son premier livre (Romolo Murri e la prima Democrazia Cristiana).
Dans les années 70, il commence à s'intéresser au sud de l'Italie, intérêt qu'il garde entre 1976 et 1996. Il est aussi président du groupe FORMEZ, et occupe le poste de secrétaire de la présidence du Conseil de délégation aux Affaires publiques et régionales du premier gouvernement Prodi et sous-secrétaire du ministère de l'Éducation dans le premier gouvernement d'Alema.

## Œuvres principales
- Romolo Murri e la prima Democrazia Cristiana, Florence, Vallecchi editore, 1968
- Dalla Rerum Novarum alla democrazia cristiana di Murri, Bologne, il Mulino, 1991
- Giovanni Marongiu: l'uomo e il suo progetto di cittadinanza democratica, Bologne, Il mulino, 1994
- Il Sud tra progetto e miraggio, Rome, Donzelli, 1994
- Il Mezzogiorno di De Gasperi e Sturzo, 1944-1959, Soveria Mannelli, Rubbettino, 1998
- Il mezzogiorno delle buone regole, Bologne, Il mulino, 2000
- Una lezione di vita: Saraceno, la Svimez e il Mezzogiorno, Bologne, Il mulino, 2002
- De Gasperi e la nuova Italia: le riforme negli anni difficili e l'affermazione della vita democratica, Soveria Mannelli, Rubbettino, 2004
- Umberto Zanotti-Bianco: patriota, educatore, meridionalista, Soveria Mannelli, Rubbettino, 2009
- Una nuova classe dirigente: insegnamenti e scelte da Nitti a De Gasperi, Soveria Mannelli, Rubbettino, 2009

## Source
- (it) Cet article est partiellement ou en totalité issu de l’article de Wikipédia en italien intitulé « Sergio Zoppi » (voir la liste des auteurs).